# Kurobe

Kurobe (黒部市 Kurobe-shi?) este un municipiu din Japonia, prefectura Toyama.